# Христо Ангелов (Охрид)
Вижте пояснителната страница за други личности с името Христо Ангелов.
Христо Ангелов с псевдоними Доктор и Кошишчанчето е български предприемач, общественик и революционер, деец на Вътрешната македоно-одринска революционна организация.

## Биография
Христо Ангелов е роден през 1865 година в град Охрид, тогава в Османската империя. Семейството му произхожда от дебърското село Селци. Там завършва основното си образование, след което заминава за Битоля, за да изучава свещарския занаят. Прехвърля се в Лерин, където намира съдружник от Екши Су и заедно пласират свещи между Леринско, Костурско, Воденско и Кайлярско. Между 1891 и 1900 година заради доброто си положение Христо Ангелов се издига в йерархията на църковно-училищното и революционното дело. Прави дарения за църкви и училища и агитатор и спонсор на ВМОРО. Подсигурява доставките на оръжие за Леринско, Кайлярско и Битолско. През 1896 година доставя циклостил за издаването на революционния вестник „Пелистер“. Арестуван е от турските власти, но на 19 май 1903 година бяга успешно от Охридския затвор и участва в Илинденско-Преображенското въстание, като завежда четническата подвижна болница в Охридско. Успява да предотврати избиването на български политически затворници от страна на турските власти в Битолския затвор. След 1913 година е прогонен от сръбските власти в България. По време на Първата световна война събира и укрива храна обратно в Македония за българската войска, раздава оръжие на доброволци в българската армия.
След войната се установява в София, където работи като касиер в Софийска община до пенсионирането си до 1932 година.
Заради заслугите си получава благодарствени документи от Леринското благотворително македонско братство, Охридското благотворително македонско братство, Григорий Попдимитров, Антон Кецкаров, Милан Матов, Йордан Наумов, Христо Георгиев, Софийска голяма община. С тези документи на Христо Ангелов Народното събрание му отпуска месечна пенсия в размер на 1000 лева. Умира на 12 ноември 1941 година.